# اريد أن يتم أكلي بواسطة ذئب
أريد أن يتم أكلي بواسطة ذئب (باليابانية: オオカミさんは食べられたい。 وتنطق باليابانية: اوكامي سان وا تابيراريتاي والتي تعني حرفياً بالعربية: أريد أن أُكل بواسطة ذئب) هو عبارة عن سلسلة أنمي ومانغا حب مراهقين يابانية من نشر موقع كوميك فيستا المختص في المانغات الإباحية المانغا الأصلية من كتابة المانغاكا غوري تسوبي. تم نشرها في مجلدين حيث نُشر المجلد الأول في المجلد الأول في 18 سبتمبر 2020 والثاني والأخير في 18 يوليو 2021و تم توزيعه ككوميك إلكتروني على موقع كوميك فيستا وغيرها من المواقع المختصة بنشر المانغات الإباحية التي تعرف باسم الهنتاي

## القصة
اوكامي فتاة تحب العزلة ولكن المعلم أكازو يريد جعلها تصبح أكثر اجتماعية وفي يوم بعد دوام مدرسي شاق كعادتها تعود اوكامي للمنزل لكن يلاحقها لص يريد سرقة تنورتها وبالفعل كاد ينجح لولا تدخل المعلم أكازو الذي انقذ طالبته من لص التنانير بعد الركض وراء لص التنانير. بعد ذلك الموقف يزداد اعجاب أوكامي بمعلمها أكازو ويصبح بطلها. كشكر من أوكامي لمعلم أكازو تطلب منه أن يأتي إلى منزلها… على الرغم من أن لديها سبب آخر لإحضاره حيث إنها تريد أن تقوم بعمل علاقة جنسية معه ولكن في بدية الأمر حاول المعلم أكازو أن يوضح لها أنه أنقذها بدافع أنه معلمها ولا يجب ان يكون أي علاقة كهذه بين المعلم وطالبته لكن أصرار أوكامي علي القيام بعلاقة تضارب مع حقيقة مشاعر أكازو الذي وقع في حب طالبته أوكامي فلذا قرر أن عليه أخبارها برفضه التام لعلاقة كهذه لكن في النهاية قرر أن يضع مبادئه جانباً ليتغلب الحب علي مبادئ المعلم ويذهب أكازو إلي منزل اوكامي ويقوم بعمل علاقة جنسية معها.

## الشخصيات
- اوكامي هيناكو (باليابانية: وينطق باليابانية: هيناكو أوكامي)

(مؤدية الشخصية: إيروها هارونو)
هي فتاة طولها 152 سم وفصيلة دمها O وتاريخ ميلادها 13 مارس وهي تمتاز بكونها فتاة جميلة انطوائية وتقع في حب معلمها لدرجة أنها تغويه ليقيم علاقة جنسية معها.
- أكازو تسونامي (باليابانية: 赤頭 辰美 وينطق باليابانية: تسونامي أكازو)

(مؤدي الشخصية: سوزوكي ها)
هو رجل طوله 183 سم وفصيلة دمه A وعيد ميلاده 7 يناير ويمتاز أكازو بكونه معلم رياضة وشهم ويحب طلابه ويريدهم أن يصبحوا أفضل طلاب وانقذ أوكامي من لص التنانير ونتيجة ذلك اضطر للدخول في صراع مع مبادئه كمعلم وحبه لأوكامي 
- ري أوباياما (باليابانية:小葉Ο 令 ويُنطق باليابانية: أوباياما لي)

(مؤدي الشخصية: كازوما هوشينو)
هو رجل غامض يعمل كطبيب المدرسة طوله 174 سم وفصيلة دمه AB وعيد ميلاده 7 أبريل ودوماً ما يلجأ له المعلم أكازو كي يأخذ منه النصح بخصوص التعامل مع طالبته أوكامي 

## المانغا
المانغا من نشر موقع كوميك فيستا المختص في المانغات الإباحية المانغا الأصلية من كتابة المانغاكا غوري تسوبي. وتم نشرها في مجلدين حيث نُشر المجلد الأول في 18 سبتمبر 2020 والثاني والأخير في 18 يوليو 2021 وتم توزيعه ككوميك إلكتروني على موقع كوميك فيستا وغيرها من المواقع المختصة بنشر المانغات الإباحية التي تعرف باسم الهنتاي حققت المانغا شهرة كبيرة بين المهتمين وقراء نوعية الهنتاي.

### قائمة المجلدات
| م. | تاريخ الإصدار اليابانية | ردمك اليابانية         |
| -- | ----------------------- | ---------------------- |
| 01 | 18 سبتمبر 2020          | ISBN 978-4-434-27815-0 |
| 02 | 18 يوليو 2021           | ISBN 978-4-434-28822-7 |

## الأنمي
تم تحويل المانغا إلي أنمي من أنتاج استديو بيك هانت و تم عرض الأنمي بشكل حصري علي التلفاز الياباني علي قناة طوكيو إم أكس  في الفترة بين 7 إلي 21 سبتمبر من عام 2021 حيث عُرض كانمي قصير لا تتعدي الحلقة الواحدة مدة الستة دقائق و عُرض منتصف الليل بتوقيت اليابان مع حجب الأعضاء التناسلية   و لكن تم عرض النسخة الكاملة بدون حجب علي موقع كوميك فيستا  .

### طاقم العمل
- القصة الأصلية - نيجيري سومي [3]
- التخطيط و الإنتاج - أكيكو سيجاوا
- مدير الإنتاج - كازوهيرو تودا [3]
- سيناريو و حوار—فاليتا
- المدير - تاكاشي كوندو
- تصميم الشخصيات  - كي تراينجيل [3]
- المدير العام للرسوم المتحركة وتصميم الشخصيات - لازّ[3]
- تصميم الألوان - سوزوكي ساكو [3]
- الإعداد والمدير الفني—مامي [3]
- التصوير السينمائي - ياتو كاندا [3]
- تحرير—كوكي شينكاي
- مدير الصوت—هيسايوشي هيراسوا [3]
- إنتاج الصوت—استوديو ماوس [3]
- الرسوم المتحركة - بيك هانت[3]
- منتج الرسوم المتحركة - يويشي بيبو
- منتج - أزوسا مياموتو
- التوزيع و المنتج المالي - كوميت كومباني [3]

### الشارة
شارة البداية هي  恋のオオカミ   و التي تعني بالإنجليزية Wolf of love  و التي تترجم للعربية ذئب الحب غناء قبل تسوكي تسوكي. كلمات  يوسوكي كواهارا، تلحين و إنتاج  كازوكي كانيكو وجوكر ساوندس .

#### قائمة الحلقات
| رقم الحلقة | عنوان الحلقة بالعربية            | عنوان الحلقة باليابانية            | تاريخ عرض الحلقة علي التلفاز لأول مرة |
| ---------- | -------------------------------- | ---------------------------------- | ------------------------------------- |
| 1 -        | ليس لدي أي فرصة اليوم            | 今日しかもうチャンスがないんです   | 7 سبتمبر 2021                         |
| 2 -        | أنا سعيدة لأن المعلم تعرفَ عليَّ    | 先生が私を意識してくれて嬉しいです | 14 سبتمبر 2021                        |
| 3 -        | أريد أن أصبح الشخص المميز لمُعلمي | 先生の特別なひとりになりたい       | 21 سبتمبر 2021                        |

#### البلو راي و اقراص الدي في دي
تم نشر الحلقات الثلاثة  علي أقراص بلو راي و دي في دي حيث تم إصدار ثلاث نسخ النسخة الأولي هي نسخة الدي في دي المُستمدة عن العرض التلفزيوني علي قناة طوكيو إم أكس حيث تشمل كُلَّ الحلقات لكن مع حجب الأعضاء التناسلية و النسخة الثانية هي نسخة الدي في دي المُستمدة عن العرض علي موقع الويب الخاص بكوميك فيستا حيث تشمل كُلَّ الحلقات بدون حجب و النسخة الثالثة هي نسخة البلو راي  المُستمدة عن العرض علي موقع الويب الخاص بكوميك فيستا حيث تشمل كُلَّ الحلقات بدون حجب.